# Prionocyphon
Prionocyphon är ett släkte av skalbaggar som beskrevs av Ludwig Redtenbacher 1858. Prionocyphon ingår i familjen mjukbaggar.
Kladogram enligt Catalogue of Life och Dyntaxa:
| Prionocyphon | \| \| Prionocyphon discoideus \| \| \| \| \| \| Prionocyphon limbatus \| \| \| \| \| \| Prionocyphon serricornis \| \| \| \| |
|              | \| \| Prionocyphon discoideus \| \| \| \| \| \| Prionocyphon limbatus \| \| \| \| \| \| Prionocyphon serricornis \| \| \| \| |
|              | Cyphon |
|              | |
|              | Elodes |
|              | |
|              | Helodes |
|              | |
|              | Microcara |
|              | |
|              | Ora |
|              | |
|              | Prionoscirtes |
|              | |
|              | Sarabandus |
|              | |
|              | Scirtes |
|              | |
|              | Prionocyphon discoideus |
|              | |
|              | Prionocyphon limbatus |
|              | |
|              | Prionocyphon serricornis |
|              | |

|  | Prionocyphon discoideus  |
|  |                          |
|  | Prionocyphon limbatus    |
|  |                          |
|  | Prionocyphon serricornis |
|  |                          |

## Bildgalleri

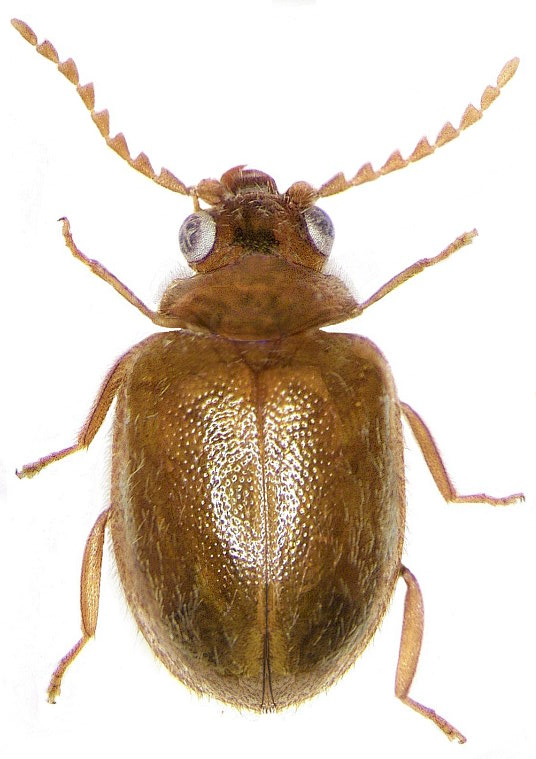